# Архентино де Кильмес
Клуб Атле́тико «Архенти́но де Ки́льмес» (исп. Club Atlético Argentino de Quilmes), или просто «Архентино де Кильмес» (исп. Argentino de Quilmes), — аргентинский футбольный клуб, представляющий город Кильмес. Клуб в настоящее время играет в Примере B Метрополитана, третьем дивизионе в системе футбольных лиг Аргентины.

## История
Клуб был основан 1 декабря 1899 года группой студентов Национального колледжа Буэнос-Айреса, что было реакцией на британскую гегемонию в клубе «Кильмес», которая не позволяла аргентинцам играть в нём.
В 1902 году «Архентино де Кильмес» был принят Ассоциацией футбола Аргентины и начал участвовать в любительских чемпионатах, дебютировав в Примере Дивисьон в 1912 году. Команда играла там до 1918 года, когда она вылетела во второй дивизион.
В 1938 году «Архентино де Кильмес» выигрывает Примеру B после своей победы над принципиальнейшим соперником «Кильмесом», таким образом завоевав продвижение в Примеру Дивисьон. В сезоне 1939, который стал для клуба единственным в Примере в её профессиональный период, «Архентино де Кильмес» показал удручающий результат, добыв всего 4 очка в 34 матчах и финишировав на последнем месте. Команда умудрилась пропустить 148 голов, при забитых 35, вылетев обратно Примеру B.
По итогам сезона 2005/06 команда вылетела в Примеру D, пятый дивизион в аргентинском футболе. В сезоне 2012/13 «Архентино де Кильмес» выиграли чемпионат в Примере D, а в следующем году в Примере C клуб уже боролся за выход в Примеру B Метрополитана, однако проиграл в плей-офф.

## Достижения
- Примера B: 1

1938
- Примера C: 3

1945, 1988/89, 2018/19
- Примера D: 1

2012/13